# Java-eiland
Die Insel Java (niederländisch Java-eiland) ist eine künstliche Insel und ein Stadtviertel im östlichen Hafengebiet von Amsterdam. Sie liegt in einer Bucht des IJ, einem niederländischen See.
Die Insel hatte am 1. Januar 2024 3.130 Einwohner auf einer Landfläche von 17 Hektar.
Java ist im Süden über die Jan-Schaefer-Brücke mit dem östlichen Hafengebiet von Amsterdam verbunden. Die Straßennamen auf der Insel beziehen sich auf die gleichnamige indonesische Insel.

## Geschichte
Mit dem Bau eines Anlegeplatzes wurde bereits im 19. Jahrhundert begonnen. Ursprünglich diente die Insel als Wellenbrecher für das östliche Hafengebiet, ebenso wie die angrenzende KNSM-Insel. Später wurde sie um die IJkade erweitert und mit Baggergut aus dem Nordseekanal erhöht. An dem so entstandenen Hafengelände legte unter anderem die Niederländische Dampfschifffahrtsgesellschaft (Stoomvaart Maatschappij Nederland) an, die Linien nach Niederländisch-Indien bediente. Nach dem Zweiten Weltkrieg wurde in den 1950er-Jahren als Folge der Dekolonisation Indonesiens kein Handel mehr in den Osten betrieben. In den 1980er-Jahren nahmen Hausbesetzer, Künstler und städtische Nomaden davon Besitz.
In den 1990er-Jahren wurde das Gebiet für Wohnzwecke saniert. Die meisten Gebäude wurden abgerissen. Die Insel wird von vier 1995 angelegten Kanälen durchflossen, mit postmodernen Kanal-Häusern von verschiedenen Architekten sowie Rad- und Fußwegbrücken.